# Roberto Cox
Roberto Guillermo Cox Buser (Ginebra, 18 de marzo de 1983) es un periodista, corresponsal, presentador de televisión y realizador audiovisual chileno.

## Familia y estudios
Roberto Cox es hijo de diplomático chileno y madre argentina.Tiene ascendencia Suiza por parte de su familia materna ‘hubo un momento de nuestras vidas, cuando éramos muy pequeños con mi hermana, que a veces en nuestra casa se hablaba más francés que en español’.
Se tituló de periodismo en la Universidad de los Andes en 2005. Obtuvo también una maestría en Comunicación Audiovisual, Cine y TV de la Universidad Católica Argentina en 2009, y un posgrado en Community Manager y Redes Sociales de la Universidad de Belgrano en 2011.

## Carrera profesional
En 2005 realizó su práctica profesional en el área deportiva y crónica general de Meganoticias. ‘En diciembre de 2007 era el periodista tecnológico en Mega terminaba sus notas diciendo Cox, Roberto Cox’.
Desde 2009 y hasta 2013 trabajó como corresponsal en Buenos Aires para el noticiero 24 horas y Zoom deportivo. Además, durante dicho periodo colaboró desde aquella ciudad con artículos e imágenes para la revistas Caras y Capital. También cubrió eventos deportivos en Moscú para Russia Today en español.
Posteriormente fue corresponsal en Buenos Aires para TVN hasta 2015, y corresponsal en Argentina, España y Malasia para Canal 13 durante 2016 y 2018.
En 2019 se unió a las filas de Chilevisión luego de aceptar la oferta hecha por Turner Broadcasting System el grupo Turner.
Ha sido corresponsal en distintos hechos noticiosos y ha estado a cargo de coberturas mundiales como Elecciones presidenciales de Estados Unidos de 2020 Muerte y funeral de Estado de Isabel II del Reino Unido, Copa Mundial de Fútbol de 2022.
Casos en Francia de Gisèle Pelicot y Caso Narumi Kurosaki.
Enviado Especial en Conflicto en AfganistánInundaciones de la DANA de 2024 en España Juegos Olímpicos de París 2024.
Desde 2023 hasta 2025 también participó en el matinal del canal, Contigo en la mañana.Cox consigue hito tras su paso por el matinal Contigo en la Mañana tras ingeniar cálculo el cual recaudó millonaria cifra en vivo en pocos minutos, tras incentivar a los televidentes a colaborar en ayuda benéfica.
Luego de estar por cinco años como conductor de CHV Noticias AM Chilevisión noticias a partir del mes de mayo del 2025 se sumó a la conducción principal del programa Contigo en Directo.
En 2024 inicio "Nada que perder" el nombre de su programa en YouTube, donde comparte contenido diverso "estilo magazine" con figuras del espectáculo y líderes de las distintas tendencias políticas.
También se desempeña como DJ de música electrónica. En enero de 2025 fue el encargado del opening act y compartió escenario en Gran Arena Monticello junto al ganador del World Music Award al mejor DJ del mundo con clásicos como “World, hold on” Bob Sinclair. ‘Un gran paso en mi carrera para seguir creciendo en el nuevo camino que elegí’

## Filmografía
- El Zurdo, Revancha del Ninguneado (2016). Director y Productor.[22]

## Premios
- Mejor Director de Documental Extranjero en Italy International Film Festival.[23]